# Colmenar
Colmenar è un comune spagnolo di 3 073 abitanti situato nella comunità autonoma dell'Andalusia. Fa parte della comarca dell'Axarquía.

## Geografia fisica
Il fiume Guadalmedina scorre nella parte nordoccidentale del comune.